# Isola Nerva
L'isola Nerva (in russo остров Нерва, in finlandese Narvi, in svedese Nervö) è un'isola russa, bagnata dal mar Baltico.
Amministrativamente fa parte del Vyborgskij rajon dell'oblast' di Leningrado, nel Distretto Federale Nordoccidentale.

## Geografia
L'isola è situata nel golfo di Finlandia, nella parte orientale del mar Baltico. Il punto della terraferma più vicino si trova nei pressi del confine tra la Finlandia e la Russia, a circa 27,8 km di distanza.
Nerva è una piccola isola rettangolare, orientata in direzione nord-sud, posizionata a sudovest della baia di Vyborg.

Misura circa 500 m di lunghezza e 200 m di larghezza massima al centro.

Sull'isola è presente un faro costruito nel 1945 di sezione rettangolare, alto 37 m. Vicino alla torre ci sono degli edifici utilizzati come uffici. Il piano focale del faro si trova a 44 m d'altezza e crea una luce visibile a 18 km di distanza con una frequenza di 8 secondi.

## Isole adiacenti
Piuttosto isolata, Nerva è circondata da altre isole a una distanza minima di 15 km, come Sommers e Malyj Sommers a ovest, l'arcipelago Bol'šoj Fiskar a nord, le isole Berëzovye a est, l'isola Seskar a sudest e l'isola Moščnyj e l'isola Malyj a sud.

## Storia
Il trattato di Nystad del 1721 sancì il passaggio di Nerva dall'Impero svedese all'Impero russo. Nel 1867 vi fu installato il primo faro, di base rotonda e alto 28 m.
Nel 1918 fu occupata dai finlandesi, a cui fu poi ceduta nel 1920 con il trattato di Tartu. Nonostante l'isola fosse smilitarizzata, ai finlandesi fu concesso di tenervi un posto di osservazione militare.
La marina sovietica, con il cacciatorpediniere "Lenin" la nave pattuglia "Sneg", occupò Nerva il 1º dicembre 1939 durante la guerra d'inverno, scoprendo che il faro e la stazione radio erano stati distrutti e che la guarnigione finlandese aveva già lasciato l'isola. Il giorno seguente una piccola unità di mitraglieri e di idrografi della flotta russa iniziarono i lavori di restauro. Con il trattato di Mosca del 1940, Nerva passò di nuovo alla Russia.
Durante la grande guerra patriottica, il presidio russo abbandonò l'isola nel dicembre del 1941; ancora una volta il faro fu distrutto e l'isola rimase senza un possessore fino al 1944. Il 20 giugno di quell'anno, durante l'operazione di sbarco B'ёrkskaja, si impadronì di Nerva una compagnia della voenno-morskoj flot SSSR, che vi posizionò anche un sistema di artiglieria costiera. Nel 1945 iniziarono i lavori per il nuovo faro.
Nel 2001 si è ricominciato a disputare la "Coppa delle 100 miglia", una regata che ebbe luogo per la prima volta nel 1852, sulla rotta tra l'isola di Kotlin e Nerva, che tra loro distano 50 miglia.